# Marino di Cesarea
Marino di Cesarea (... – Cesarea marittima, 262) è stato un militare e santo romano, martire sotto l'imperatore Gallieno.

## Fonti
Gli unici riferimenti a questa figura si trovano nella Storia ecclesiastica dello storico Eusebio di Cesarea (nato in Palestina verso l'anno 265), opera summa dello storico in cui è stata riversata buona parte di un'altra opera di Eusebio, Collezione degli antichi martiri, andata perduta.

## Agiografia
Marino era un centurione di famiglia nobile e benestante. Giunto ad alti gradi della gerarchia militare, aveva diritto ad una promozione, ma venne denunciato da un rivale, pretendente alla stessa promozione, di essere cristiano e pertanto non degno a conseguire un simile onore. Invitato in tribunale a confermare o meno la sua fede cristiana, Marino, dopo tre ore concessegli dal giudice per riflettere sulla risposta, confermò di essere cristiano e si avviò al martirio che venne effettuato mediante decapitazione. Egli subì il martirio insieme al senatore Asterio, anch'egli celebrato, nello stesso giorno, come Santo dalla Chiesa cattolica. Asterio venne condannato a morte per aver dato sepoltura a Marino.

## Contesto storico
Si noti per inciso che Gallieno, una volta diventato l'unico imperatore (260), promulgò degli editti in cui concedeva la libertà di culto, arrivando a restituire alcune proprietà confiscate ai cristiani.

## Culto
La memoria liturgica dei santi Marino di Cesarea ed Asterio cade il 3 marzo.